# Андреевка (Иркутская область)
Андреевка — деревня в Тулунском районе Иркутской области России. Входит в состав Гуранского муниципального образования. Находится примерно в 21 км к северо-востоку от районного центра — города Тулун.

## Население
| 2002 | 2010 | 2011 | 2012 |
| ---- | ---- | ---- | ---- |
| 149  | ↘78  | →78  | ↘71  |

По данным Всероссийской переписи, в 2010 году в деревне проживало 78 человек (43 мужчины и 35 женщин).